# Цешова
Цешова (пол. Cieszowa) — село в Польщі, у гміні Кошенцин Люблінецького повіту Сілезького воєводства.
Населення — 282 особи (2011).
У 1975-1998 роках село належало до Ченстоховського воєводства.

## Демографія
Демографічна структура станом на 31 березня 2011 року:
|          | Загалом | Допрацездатний вік | Працездатний вік | Постпрацездатний вік |
| -------- | ------- | ------------------ | ---------------- | -------------------- |
| Чоловіки | 149     | 36                 | 91               | 22                   |
| Жінки    | 133     | 25                 | 80               | 28                   |
| Разом    | 282     | 61                 | 171              | 50                   |